# Калаузовичи
Калаузовичи (на сръбски: Калаузовићи) е село в Босна и Херцеговина, разположено в община Соколац, в ентитета на Република Сръбска. Населението му според преброяването през 2013 г. е 105 души, от тях: 105 (100 %) сърби.

## Население
Численост на населението според преброяванията през годините:
- 1961 – 336 души
- 1971 – 306 души
- 1981 – 227 души
- 1991 – 147 души
- 2013 – 105 души